# (6096) 1991 UB2
(6096) 1991 UB2 là một tiểu hành tinh vành đai chính. Nó được phát hiện bởi Seiji Ueda và Hiroshi Kaneda ở Kushiro, Hokkaidō, Nhật Bản, ngày 29 tháng 10 năm 1991.